# Don Ameche
Don Ameche (n. 31 mai 1908, Kenosha, Wisconsin, SUA – d. 6 decembrie 1993, Scottsdale, Arizona, SUA), născut Dominic Felix Ameche, a fost un actor de film american.

## Filmografie
| An   | Titlu                                   | Rol                                                   |
| ---- | --------------------------------------- | ----------------------------------------------------- |
| 1935 | Clive of India                          | Prisoner in the Black Hole (uncredited) (unconfirmed) |
| 1935 | Dante's Inferno                         | Man in Stoke-Hold (uncredited)                        |
| 1936 | Sins of Man                             | Karl Freyman/Mario Signarelli                         |
| 1936 | Ramona                                  | Alessandro                                            |
| 1936 | Ladies in Love                          | Dr. Rudi Imre                                         |
| 1936 | One in a Million                        | Bob Harris                                            |
| 1937 | In Old Chicago                          | Jack O'Leary                                          |
| 1937 | Love Is News                            | Martin J. Canavan                                     |
| 1937 | Fifty Roads to Town                     | Peter Nostrand                                        |
| 1937 | You Can't Have Everything               | George Macrae                                         |
| 1937 | Love Under Fire                         | Tracy Egan                                            |
| 1938 | Happy Landing                           | Jimmy Hall                                            |
| 1938 | Alexander's Ragtime Band                | Charlie Dwyer                                         |
| 1938 | Josette                                 | David Brassard Jr.                                    |
| 1938 | Gateway                                 | Dick Court                                            |
| 1939 | The Three Musketeers                    | D'Artagnan                                            |
| 1939 | Midnight                                | Tibor Czerny                                          |
| 1939 | The Story of Alexander Graham Bell      | Alexander Graham Bell                                 |
| 1939 | Hollywood Cavalcade                     | Michael Linnett 'Mike' Connors                        |
| 1939 | Swanee River                            | Stephen Foster                                        |
| 1940 | Lillian Russell                         | Edward Solomon                                        |
| 1940 | Four Sons                               | Chris Bern                                            |
| 1940 | Down Argentine Way                      | Ricardo Quintana                                      |
| 1941 | That Night in Rio                       | Impersonator Larry Martin/Baron Manuel Duarte         |
| 1941 | Moon Over Miami                         | Phil O'Neil (Credits) / Phil 'Mac' McNeil (in Film)   |
| 1941 | Kiss the Boys Goodbye                   | Lloyd Lloyd                                           |
| 1941 | The Feminine Touch                      | Prof. John Hathaway                                   |
| 1941 | Confirm or Deny                         | 'Mitch' Mitchell                                      |
| 1942 | The Magnificent Dope                    | Dwight Dawson                                         |
| 1942 | Girl Trouble                            | Pedro Sullivan                                        |
| 1943 | Something to Shout About                | Ken Douglas                                           |
| 1943 | Heaven Can Wait                         | Henry Van Cleve                                       |
| 1943 | Happy Land                              | Lew Marsh                                             |
| 1944 | Wing and a Prayer                       | Flight Cmdr. Bingo Harper                             |
| 1944 | Greenwich Village                       | Kenneth Harvey                                        |
| 1945 | It's in the Bag!                        | Don, A Singing Waiter (cameo appearance)              |
| 1945 | Guest Wife                              | Joseph Jefferson 'Joe' Parker                         |
| 1946 | So Goes My Love                         | Hiram Stephen Maxim                                   |
| 1947 | That's My Man                           | Joe Grange                                            |
| 1948 | Sleep, My Love                          | Richard W. Courtland                                  |
| 1949 | Slightly French                         | John Gayle                                            |
| 1951 | A Fever in the Blood                    | Senator Alex S. Simon                                 |
| 1954 | Phantom Caravan                         | Lawrence Evans                                        |
| 1966 | Rings Around the World                  | Himself                                               |
| 1966 | Picture Mommy Dead                      | Edward Shelley                                        |
| 1970 | The Boatniks                            | Commander Taylor                                      |
| 1970 | Suppose They Gave a War and Nobody Came | Col. Flanders                                         |
| 1971 | Columbo: Suitable for Framing           | Frank Simpson                                         |
| 1983 | Trading Places                          | Mortimer Duke                                         |
| 1985 | Cocoon                                  | Arthur "Art" Selwyn                                   |
| 1987 | Pals                                    | Art Riddle / Arthur James Van Pelt                    |
| 1987 | Harry and the Hendersons                | Dr. Wallace Wrightwood                                |
| 1988 | Coming to America                       | Mortimer Duke                                         |
| 1988 | Things Change                           | Gino                                                  |
| 1988 | Cocoon: The Return                      | Arthur "Art" Selwyn                                   |
| 1990 | Oddball Hall                            | G. Paul Siebriese                                     |
| 1991 | Oscar                                   | Father Clemente                                       |
| 1992 | Folks!                                  | Harry Aldrich                                         |
| 1993 | Homeward Bound: The Incredible Journey  | Shadow (voice)                                        |
| 1994 | Corrina, Corrina                        | Grandpa Harry                                         |